# San Antonio Rampage
I San Antonio Rampage sono una squadra di hockey su ghiaccio dell'American Hockey League con sede nella città di San Antonio, nello stato del Texas. Nati nel 2002, sono affiliati ai Colorado Avalanche, squadra della National Hockey League. La squadra è di proprietà dei San Antonio Spurs, e con essi condividono l'uso dell'AT&T Center.

## Storia
Nel 2000 iniziò la costruzione dell'SBC Center presso il vecchio Freeman Coliseum, sede dei San Antonio Iguanas, squadra della Central Hockey League. In accordo con i Florida Panthers gli Spurs acquistarono la franchigia inattiva degli Adirondack Red Wings e la trasferirono a San Antonio.
Dopo lo scioglimento degli Iguanas i dirigenti locali dapprima scelsero il nome di "San Antonio Stampede", tuttavia a causa di un'omonimia con una formazione locale di football lo cambiarono in "Rampage."
Nel 2005 la Spurs Sports & Entertainment rilevò la quota in mano ai Panthers assumendo il controllo totale della squadra di AHL. Per le sei stagioni successive diventarono il farm team dei Phoenix Coyotes. Nel 2006 i Rampage introdussero un nuovo logo e delle nuove divise, riprendendo i colori dai San Antonio Spurs.
Nel 2011, dopo la scelta dei Coyotes di legarsi ai Portland Pirates come nuova affiliata in AHL, San Antonio ritornò a collaborare con la franchigia dei Florida Panthers. Nella stagione 2011-12 i Rampage riuscirono per la prima volta nella loro storia a superare il primo turno dei playoff, sconfiggendo per 3-2 i Chicago Wolves.

### Affiliazioni
Nel corso della loro storia i San Antonio Rampage sono stati affiliati alle seguenti franchigie della National Hockey League:
- Florida Panthers: (2002-2005)
- Phoenix Coyotes: (2005-2011)
- Florida Panthers: (2011-2015)
- Colorado Avalanche: (2015-)

## Record stagione per stagione
| Stagione            | Division | Gare | V  | S  | P  | OTL | SOL | Punti | GF  | GS  | Piazzamento | Play-off                                                        |
| ------------------- | -------- | ---- | -- | -- | -- | --- | --- | ----- | --- | --- | ----------- | --------------------------------------------------------------- |
| San Antonio Rampage |          |      |    |    |    |     |     |       |     |     |             |                                                                 |
| 2002-03             | West     | 80   | 36 | 29 | 11 | 4   | -   | 87    | 235 | 226 | 3°          | perde 1º turno (Norfolk) 0-3                                    |
| 2003-04             | West     | 80   | 30 | 42 | 8  | 0   | -   | 68    | 191 | 231 | 6°          |                                                                 |
| 2004-05             | West     | 80   | 27 | 45 | -  | 5   | 3   | 62    | 156 | 232 | 6°          |                                                                 |
| 2005-06             | West     | 80   | 23 | 50 | -  | 3   | 4   | 53    | 153 | 251 | 7°          |                                                                 |
| 2006-07             | West     | 80   | 32 | 42 | -  | 2   | 4   | 70    | 219 | 256 | 6°          |                                                                 |
| 2007-08             | West     | 80   | 42 | 28 | -  | 3   | 7   | 94    | 238 | 225 | 5°          | perde 1º turno (Toronto) 3-4                                    |
| 2008-09             | West     | 80   | 36 | 38 | -  | 2   | 4   | 78    | 205 | 243 | 8°          |                                                                 |
| 2009-10             | West     | 80   | 36 | 32 | -  | 5   | 7   | 84    | 235 | 244 | 6°          |                                                                 |
| 2010-11             | West     | 80   | 38 | 33 | -  | 4   | 5   | 87    | 228 | 245 | 7°          |                                                                 |
| 2011-12             | West     | 76   | 41 | 30 | -  | 3   | 2   | 87    | 197 | 204 | 3°          | vince 1º turno (Chicago) 3-2 perde 2º turno (Oklahoma City) 1-4 |
| 2012-13             | South    | 76   | 29 | 38 | -  | 2   | 7   | 67    | 195 | 241 | 5°          |                                                                 |
| 2013-14             | West     | 76   | 30 | 37 | -  | 3   | 6   | 69    | 206 | 235 | 5°          |                                                                 |
| 2014-15             | West     | 76   | 45 | 23 | -  | 7   | 1   | 98    | 248 | 222 | 1°          | perde 1º turno (Oklahoma City) 0-3                              |
| 2015-16             | Pacific  | 76   | 33 | 35 | -  | 8   | 0   | 74    | 213 | 240 | 7°          |                                                                 |

## Record della franchigia

### Singola stagione
Gol: 33  Don MacLean (2006-07)
Assist: 42  Yanick Lehoux (2006-07)
Punti: 73  Yanick Lehoux (2006-07)
Minuti di penalità: 332  Pete Vandermeer (2007-08)
Media gol subiti: 2.32  Jacob Markström (2011-12)
Parate %: .931  Travis Scott (2004-05)

### Carriera
Gol: 74  Brett MacLean
Assist: 81  Brett MacLean
Punti: 155  Brett MacLean
Minuti di penalità: 613  Francis Lessard
Vittorie: 82  Josh Tordjman
Shutout: 9  Josh Tordjman
Partite giocate: 212  Sean Sullivan

## Palmarès

### Premi di squadra
- John D. Chick Trophy: 1

2014-2015

### Premi individuali
- Dudley "Red" Garrett Memorial Award: 1

Mikko Rantanen: 2015-2016
- Yanick Dupré Memorial Award: 1

Josh Tordjman: 2009-2010